# Xã Hickory, Quận Forest, Pennsylvania
Xã Hickory (tiếng Anh: Hickory Township) là một xã thuộc quận Forest, tiểu bang Pennsylvania, Hoa Kỳ. Năm 2010, dân số của xã này là 558 người.